# 桂談枝
桂 談枝（かつら だんし）は、上方落語の名跡。現在は空き名跡となっている。

結三柏は、桂文枝一門の定紋である。

## 初代
幕末期の生まれ。初め初代桂文枝門下で三角（三鶴とも）を名乗り、1885年、2代目文枝（後の桂文左衛門）門下に移り談枝と改名。駒不足の桂派をにあって、2代目桂萬光、初代桂燕枝らと共に活躍し、桂派の隆盛の基礎を築いた。得意ネタには「軒付け」「数取り」などがあった。どんな噺をしても屁のことが入るので、俗に「屁の談枝」と呼ばれた。明治20年代から病気がちで高座を勤めることはなくなり、明治30年代に死去した模様。本名、享年とも不詳。

## 2代目
生没年は明治末期 - 1945年ごろか。経歴、改名順はあまりわかっていないが、最初は桂秋輔と言い、その後、初代桂枝雀門下で雀輔を名乗った。雀輔時代は大正末の反対派番付に見える。その後、吉本に属したが、いつしか吉本も離れ、特別な会に出演するのみだった。この時期に談枝を襲名したようだが、年代もわかっていない。
晩年は5代目笑福亭松鶴主催の「楽語荘」同人となり、「上方はなしを聴く会」で高座に上がった。『上方はなし』誌上の批評によれば、中庸を保った渋い芸風だったようである。また、雀輔時代には数枚のSPレコード「子ほめ」「京の茶漬」「地上げ」を吹き込んでいる。得意ネタには「盗人の仲裁」「植木屋」「八五郎坊主」などがあった。本名、享年とも不詳。